# Charles-Gustave Hanote
Charles-Gustave Hanote (* 21. Oktober 1876 in Aniche, Département Nord; † 23. August 1967 in Versailles, Département Yvelines) war ein französischer Offizier, der zuletzt Generalleutnant des Heeres war.

## Leben
Charles-Gustave Hanote, Sohn von Gustave Hanote und Heleina Masselot, absolvierte eine Offiziersausbildung und fand nach deren Abschluss sowie seinen Beförderungen zum Leutnant (Sous-lieutenant), Oberleutnant (Lieutenant) und Hauptmann (Capitaine) verschiedene Verwendungen. Am 10. April 1915 wurde ihm als Hauptmann im Stab der Truppen in Französisch-Marokko das Ritterkreuz der Ehrenlegion verliehen. Danach war er als Major (Chef d’escadron) Batteriechef im 83. Artillerieregiment sowie nach Ende des Ersten Weltkrieges zur Militärmission in Polen abgeordnet. Am 8. November 1920 wurde ihm auch das Offizierskreuz der Ehrenlegion verliehen. Am 7. Juni 1928 wurde er des Weiteren auch Kommandeur der Ehrenlegion.
Nach seiner Beförderung zum Brigadegeneral (Général de brigade) am 11. Juni 1931 befand sich Hanote vom 11. Juni bis zum 1. September 1931 zur besonderen Verfügung und war im Anschluss zwischen dem 1. September 1931 und dem 11. August 1934 Chef des Stabes der Truppen in Tunesien. Nachdem er sich vom 11. August bis zum 3. Dezember 1934 auf Urlaub befand, wurde er am 3. Dezember 1934 zum Generalmajor (Général de division) befördert. Im Anschluss war er zunächst zwischen dem 3. Dezember 1934 und dem 14. Januar 1935 kurzzeitig Chef des Stabes der Truppen in Französisch-Marokko sowie im Anschluss vom 14. Januar 1935 bis zum 22. Januar 1936 stellvertretender Oberkommandierender der Truppen in Tunesien. Danach war zwischen dem 22. Januar 1936 und dem 21. Oktober 1938 Oberkommandierender der Truppen in Französisch-Marokko. In dieser Verwendung wurde er am 16. September 1936 zum Generalleutnant (Général de corps d'armée) befördert und am 23. Dezember 1937 auch zum Großoffizier der Ehrenlegion ernannt.
Nachdem Charles-Gustave Hanote am 21. Oktober 1938 zunächst in den Ruhestand getreten war, wurde er nach Beginn des Zweiten Weltkrieges am 2. September 1939 in den aktiven Militärdienst zurückberufen. Er wurde daraufhin zum Befehlshaber der 16. Militärregion in Montpellier berufen und hatte diese Funktion bis zum 1. Juli 1940, kurz nach dem Waffenstillstand von Compiègne am 22. Juni 1940. Er schied daraufhin erneut aus dem aktiven Militärdienst aus und schloss sich im weiteren Kriegsverlauf der Widerstandsbewegung Résistance an. Am 15. März 1946 trat er endgültig in den Ruhestand. Für seine langjährigen Verdienste wurde ihm schließlich am 14. Mai 1956 auch das Großkreuz der Ehrenlegion verliehen.